# Wołki
Wołki (deutsch Wölken) war ein Ort in der polnischen Woiwodschaft Ermland-Masuren. Seine Ortsstelle befindet sich im Gebiet der Gmina Płoskinia (Landgemeinde Plaßwich) im Powiat Braniewski (Kreis Braunsberg).

## Geographische Lage
Die Ortsstelle von Wołki liegt am Nordufer der Wałsza (Walsch) im Nordwesten der Woiwodschaft Ermland-Masuren, 24 Kilometer südöstlich der Kreisstadt Braniewo (deutsch Braunsberg).

## Geschichte
Bei Wölken handelte es sich um einen Ort mit ein paar kleinen Höfen. Als ein Gutsbezirk wurde das Dorf 1874 in den neu errichteten Amtsbezirk Langwalde (polnisch Długobór) im ostpreußischen Kreis Braunsberg, Regierungsbezirk Königsberg, aufgenommen. Vor 1908 wurde der Gutsbezirk Wölken in eine Landgemeinde umgewandelt, zu der nun auch der Wohnplatz Luben (polnisch Lubień) zugeordnet war.
In Wölken waren im Jahre 1910 64 Einwohner registriert. Ihre Zahl belief sich im Jahre 1933 auf 59 und im MJahre 1939 auf 71.
Nach Abtretung des gesamten südlichen Ostpreußen 1945 in Kriegsfolge an Polen erhielt Wölken die polnische Namensform „Wołki“. Doch verliert sich allmählich seine Spur, vielleicht wegen mangelnder Besiedlung, vielleicht aber wegen Integration in einen Nachbarort. Wołki wird offiziell nicht mehr erwähnt. Seine Ortsstelle liegt in der Gmina Płoskinia (Landgemeinde Plaßwich) im Powiat Braniewski (Kreis Braunsberg), 1975 bis 1998 der Woiwodschaft Elbląg, seither der Woiwodschaft Ermland-Masuren zugehörig.

## Religion
Wölken war in die römisch-katholische Kirche in Langwalde (polnisch Długobór) im seinerzeitigen Bistum Ermland eingegliedert, außerdem gehörte der Ort zur evangelischen Pfarrkirche Mehlsack (polnisch Pieniężno) in der Kirchenprovinz Ostpreußen der Kirche der Altpreußischen Union.

## Verkehr
Die kaum wahrnehmbare Ortsstelle Wołkis liegt an einer Nebenstraße, die Bornity (Bornitt) mit Stygajny (Stigehnen) verbindet.